# Alberto Siliotti
Alberto Siliotti (Verona, 1950) è un giornalista, fotografo e scrittore italiano che si dedica da oltre vent’anni allo studio della storia, della cultura e dell’ambiente naturale dell’Egitto, paese nel quale ha iniziato a lavorare come inviato speciale prima e poi come direttore della Spedizione Horus patrocinata dal Ministero degli Affari Esteri nel 1988.

## Biografia
Ha partecipato e diretto numerose missioni scientifiche e spedizioni nel Sahara orientale egiziano e curato importanti mostre (Viaggiatori veneti alla scoperta dell'Egitto, Padova e l'Egitto, La magia in Egitto ai tempi dei faraoni, L'inaugurazione del canale di Suez). È membro dell'Egypt Exploration Society e dell'Egyptian Geographical Society.
È autore di oltre 30 libri e guide, tradotti in numerose lingue e pubblicati per la maggior parte dalle case editrici White Star e American University in Cairo Press.

Tra i suoi libri più noti ricordiamo Nefertari e la Valle delle Regine (1993), Egitto, uomini, templi e dei (1994, 2004) tradotto in 12 lingue, Guida all'esplorazione del Sinai (1994, 2003), Guida alla Valle dei Re, ai templi e alle necropoli tebane (1996, 2004), Guida alle Piramidi d'Egitto (1997, 2003), La riscoperta dell'Antico Egitto (1998), Dimore eterne (2000), G. Belzoni: biaggio in Egitto e Nubia (2001), I tesori nascosti dell'antichità (2006), S. Caterina, il Monastero e il suo territorio (2008), la Mappa del Deserto Occidentale e delle oasi d'Egitto (2007, 2009), la Mappa del White Desert National Park (2008), la Mappa del Gilf Kebir National Park (2009).
Dal 2000 collabora con l'American University del Cairo per la quale ha realizzato la collezione Egypt Pocket Guides che conta 14 titoli, e dal 2002 collabora con l'Egyptian Environment Affairs Agency e con la Cooperazione allo Sviluppo dell'Ambasciata d'Italia al Cairo per la quale ha scritto la Guida al Fayum e allo Wadi Rayan e la Guida al Gilf Kebir National Park.

Per quanto riguarda la biologia marina e lo studio del Mar Rosso ha scritto Mar Rosso giardino di Allah, I pesci del Mar Rosso e la celebre Sinai Diving Guide (2005) che ha ricevuto la Palme d'Or al Festival Mondial de l'image sous-marine d'Antibes come miglior guida del mondo subacqueo.
Dal 2004 lavora presso la casa editrice Geodia di cui è direttore editoriale.

## Opere
- 1985, Viaggiatori Veneti alla scoperta dell'Egitto, Arsenale Editrice
- 1988, G. B. Belzoni, Viaggi in Egitto ed in Nubia, Arte e Natura Libri
- 1993, Nefertari e la Valle delle Regine, Giunti, ISBN 88-09-21254-1
- 1994, Egitto, Uomini, Templi e Dei, White Star, ISBN 978-88-540-0087-2
- 1994, Egypt Splendours of an Ancient Civilization, Thames and Hudson Ltd, ISBN 0-500-01647-X
- 1994, Egypte Terre des Pharaons, Librairie Gründ, ISBN 2-7000-2117-7
- 1995, Giornale di Viaggio in Egitto, Inaugurazione del Canale di Suez, Geodia Edizioni
- 1996, Sinai Guide des Meilleurs Itinéraires, Librairie Gründ, ISBN 2-7000-3411-2
- 1997, Guida alle Piramidi d'Egitto, White Star, ISBN 88-8095-263-3
- 1997, Pyramides Guide des Meilleurs Sites, Librairie Gründ, ISBN 2-7000-1078-7
- 1998, Egypt Lost and Found, Explorers and Travellers on the Nile, Thames and Hudson Ltd, ISBN 0-500-01882-0
- 1998, La riscoperta dell'Antico Egitto, White Star, ISBN 88-8095-312-5
- 2000, Dimore eterne, White Star, ISBN 88-8095-444-X
- 2000, Guide to the Pyramids of Egypt, White Star, ISBN 88-8095-272-2
- 2001, Belzoni's Travels, The British Museum Press, ISBN 0-7141-1940-7
- 2001, L'Esplorazione del Sinai, White Star, ISBN 88-8095-910-7
- 2001, Voyages en Egypte et en Nubie de Giovanni Belzoni, Librairie Gründ, ISBN 2-7000-2440-0
- 2004, Valle dei Re, White Star, ISBN 88-540-0121-X
- 2009, Voyages en Egypte et en Nubie de Giovanni Belzoni, Éditions Tallandier, ISBN 978-2-84734-553-7
- 2011, Vallée des rois et reines: guide complet, White Star, ISBN 88-6112-364-3
- 2012, Tesori Nascosti dell'Antichità, White Star, ISBN 88-540-0535-5

Guide sull'Egitto
- 2000, Sinai, Geodia, ISBN 88-87177-26-0
- 2000, Abu Simbel e i templi della Nubia, Geodia, ISBN 88-87177-28-7
- 2000, Cairo islamico, Geodia, ISBN 88-87177-27-9
- 2002, Alessandria e la costa mediterranea, Geodia, ISBN 88-87177-36-8
- 2002, Luxor, Karnak e i templi Tebani, Geodia, ISBN 88-87177-38-4
- 2002, Le Piramidi, Geodia, ISBN 88-87177-37-6
- 2002, La Valle dei Re e le tombe Tebane, Geodia, ISBN 88-87177-29-5
- 2002, Assuan, Geodia, ISBN 88-87177-35-X
- 2003, Il Fayum e Wadi el-Rayan, Geodia, ISBN 88-87177-74-0
- 2007, Le Oasi, Geodia, ISBN 978-977-416-158-2
- 2008, Egitto copto, Geodia, ISBN 978-977-416-157-5
- 2008, Santa Caterina, il Monastero e il suo territorio, Geodia ISBN 978-88-87177-81-7
- 2009, Il Parco Nazionale del Gilf Kebir, Geodia, ISBN 978-88-87177-83-1
- 2010, Medinet Madi Guida Archeologica (a cura di), Geodia, ISBN 978-88-87177-88-6

Mar Rosso e Sinai
- 2002, I pesci del Mar Rosso, Geodia, ISBN 88-87177-41-4
- 2004, Mar Rosso, giardino di corallo, Geodia, ISBN 88-87177-60-0
- 2005, Sinai Diving Guide (IT), Geodia, ISBN 88-87177-64-3
- 2006, Les poissons de la Mer Rouge, Geodia, ISBN 88-87177-75-9
- 2006, I grandi relitti del Mar Rosso, Geodia, ISBN 88-87177-72-4

Mappe
- 2008, Map of the White Desert National Park, Geodia
- 2009, Map of the Gilf Kebir National Park, Geodia
- 2010, Map of the Western Desert - Oases of Egypt, Geodia, ISBN 88-87177-76-7